# ساشا مایر
ساشا مایر (انگلیسی: Sascha Maier؛ زادهٔ ۲ ژانویهٔ ۱۹۷۴) بازیکن فوتبال اهل آلمان است.
از باشگاه‌هایی که در آن بازی کرده‌است می‌توان به باشگاه فوتبال دارمشتات ۹۸، باشگاه فوتبال هوفنهایم، باشگاه فوتبال اشتوتگارت، و باشگاه فوتبال مانهایم اشاره کرد.